# Kasteel van Durrës
Het Kasteel van Durrës (Albanees: Kalaja e Durrësit) is een 5e-eeuws kasteel in Durrës in Albanië.
Het kasteel is gebouwd door de keizer van het Byzantijnse Rijk, Anastasius I, die in Durrës opgegroeid is. Keizer Anastasius maakte van de stad een van de meest versterkte steden aan de Adriatische Zee. Na de verwoestende aardbeving van 1273 werden er reparaties aan de wanden uitgevoerd. Momenteel zijn de middeleeuwse muren meer dan 4,5 meter hoog en drie ingangen van enkele fortificatietorens zijn bewaard gebleven in bijna een derde van de oorspronkelijke lengte van het stadskasteel. Het kasteel werd beveiligd door een aantal torenbewakers van de Republiek Venetië en tijdens de Bezetting van Albanië door het Ottomaanse Rijk werd de muur nogmaals versterkt.
Op 7 april 1939 bevochten Albanese patriotten fascistische Italianen die Albanië binnenvielen. In Durrës probeerde een legertje van slechts 360 Albanezen, vooral gendarmes en stedelingen, geleid door Abaz Kupi, de commandant van de gendarmerie in Durrës, en Mujo Ulqinaku, een marine-ambtenaar, de Italiaanse opmars te stuiten. Gewapend met handvuurwapens en drie machinegeweren, slaagden ze erin de Italianen een stuk terug te drijven, tot er een groot aantal kleine tanks van boord van de Italiaanse schepen kwamen. Hierna verminderde de weerstand en binnen vijf uur had Italië de stad weer terugveroverd.
Het kasteel is nu een toeristische trekpleister in Durrës.